# مک‌دانل اف-۱۰۱ وودو
مک‌دانل اف-۱۰۱ وودو (به انگلیسی: McDonnell F-101 Voodoo) جنگندهٔ جت فراصوتی بود در خدمت نیروی هوایی ایالات متحده و نیروی هوایی پادشاهی کانادا. اف-۱۰۱ در آغاز به عنوان اسکورت بمب افکن برد بلند که به عنوان جنگندهٔ نفوذی شناخته می‌شود برای فرماندهی هوایی راهبردی طراحی شده بود، ولی بعداً به عنوان شکاری-بمب افکن مسلح به جنگ‌افزار هسته‌ای برای فرماندهی هوایی تاکتیکی و هواپیمای شناسایی تصویربردار ساخته شده. بعدها ورژن‌هایی از آن به عنوان جنگندهٔ رهگیر شب پرواز برای فرماندهی پدافند هوایی که بعداً به فرماندهی پدافند هوافضا تغییر نام داد و همچنین برای گارد ملی هوایی، نیروی هوایی پادشاهی کانادا و نیروهای یکپارچهٔ کانادا پس از ۱۹۶۸ ساخته شد.
مدت زمان فعالیت وودو به عنوان شکاری-بمب افکن نسبتاً کوتاه بود، ولی ورژن‌های شناسایی آن برای زمان درازتری فعالیت می‌کردند. به همراه لاکهید یو-۲ نیروی هوایی ایالات متحده و ووت اف-۸ کروسیدر نیروی دریایی ایالات متحده، آراف-۱۰۱ که ورژن شناسایی وودو بود در بحران موشکی کوبا فعالیتی کلیدی داشت. وودو در جنگ ویتنام هم فعال بود. ورژن‌های رهگیر اف-۱۰۱ تا سال ۱۹۸۲ در خدمت گارد ملی هوایی بودند و در نیروی هوایی کانادا جنگ‌افزار اصلی نوراد بود، تا این که در دههٔ ۱۹۸۰ سی اف-۱۸ هورنت جایگزین آن گردید.
وودو دارای موفقیت‌هایی نسبی بود، ولی مهم‌تر از آن طراحی و ساخت آن بود که گامی تکاملی در جهت طراحی و ساخت جنگندهٔ مک‌دانل داگلاس اف-۴ فانتوم ۲ بود. اف-۴ فانتوم ۲ بعداً جایگزین اف-۱۰۱ گردید. فانتوم از موفق‌ترین طراحی‌های جنگنده در دههٔ ۱۹۶۰ بود. دو موتور، دو پرسنل پروازی برای رهگیری و دمی که بالای پس سوز وودو بود را فانتوم نگه داشت، ولی فانتوم تکامل یافتهٔ مک‌دانل اف-۳ایچ دمون بود، در حالی که وودو تکامل یافتهٔ مک‌دانل ایکس اف-۸۸ وودو بود.

## طراحی و ساخت

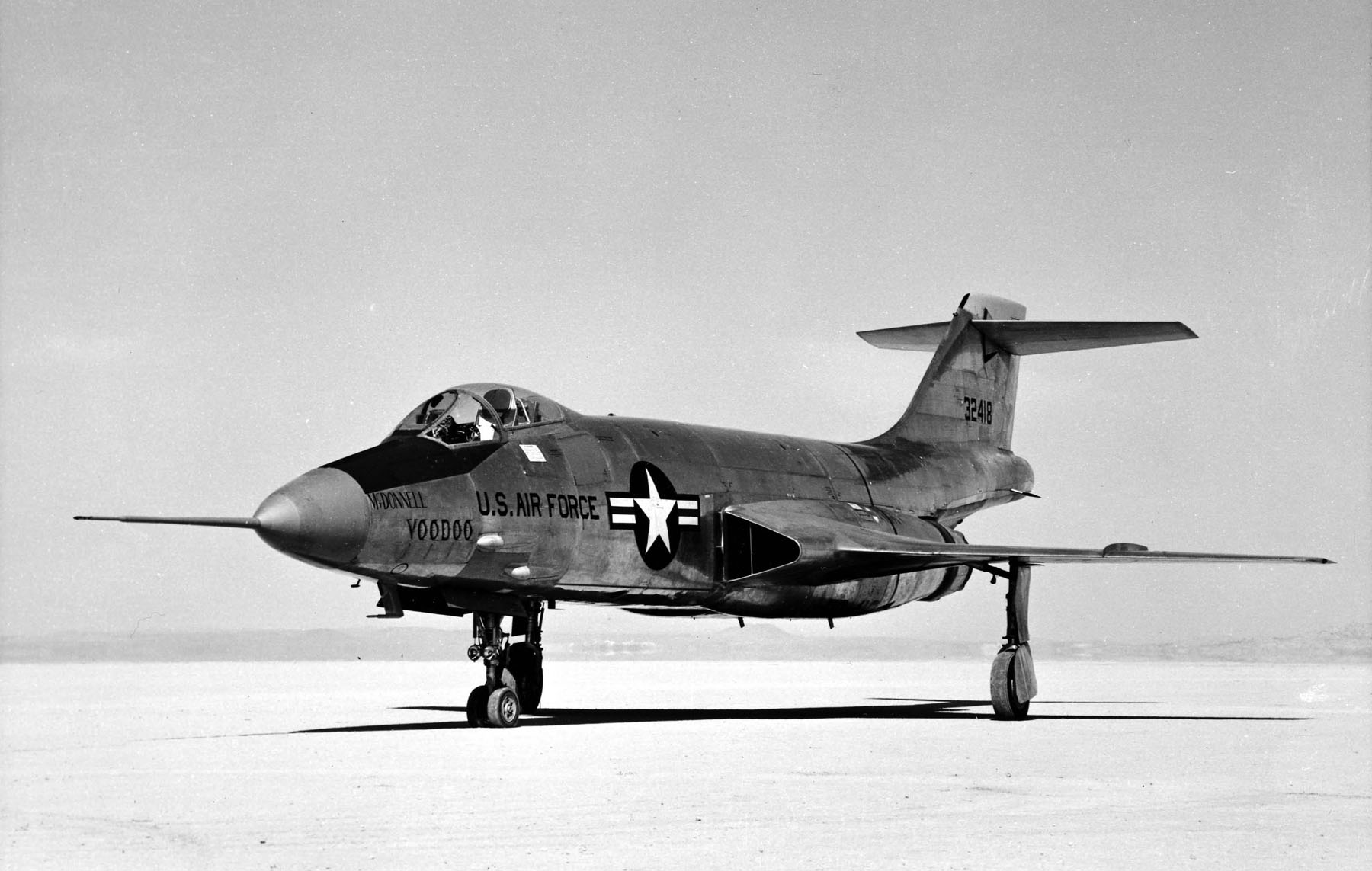
اف-۱۰۱ وودو

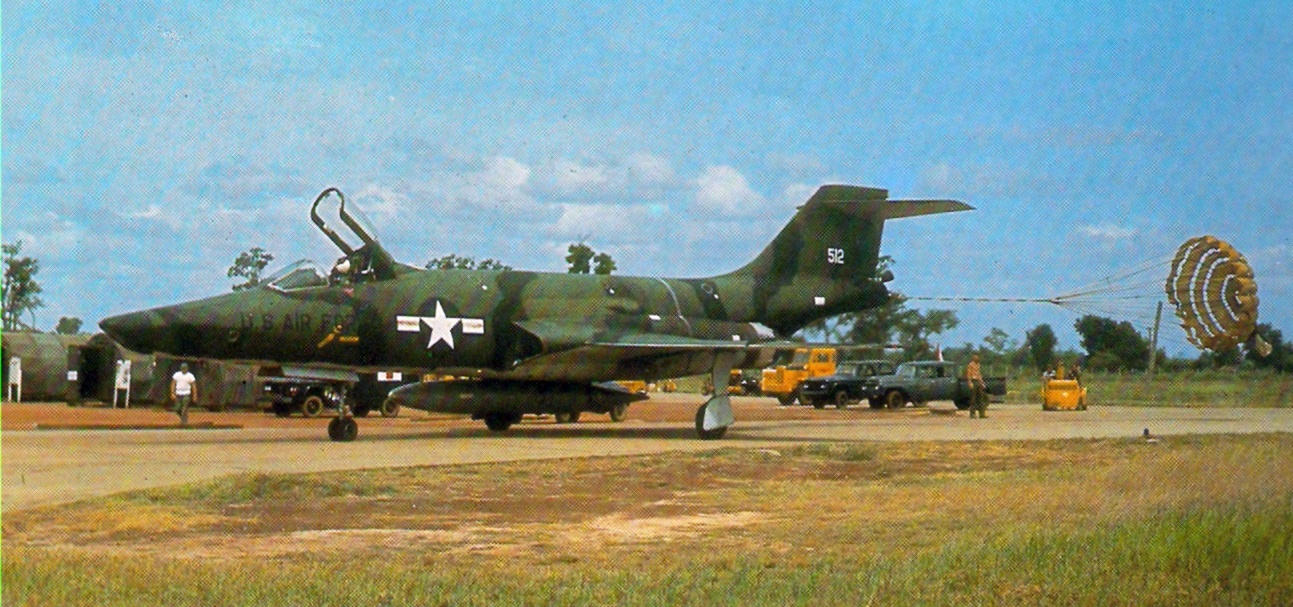
آراف-۱۰۱ای پس از فرود در تایلند

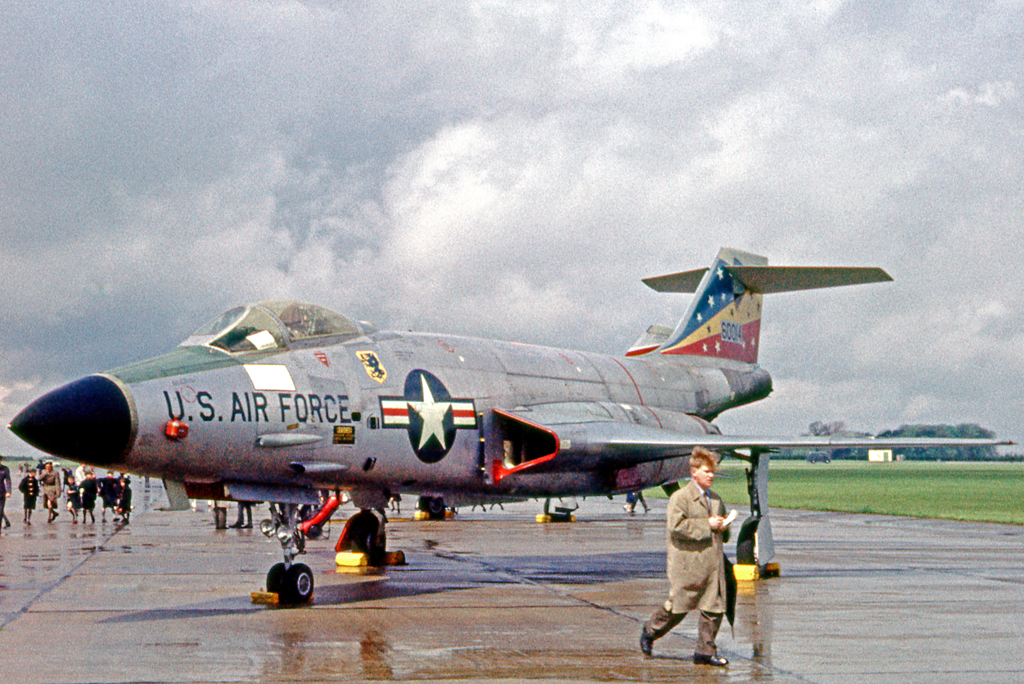
اف-۱۰۱سی در سال ۱۹۶۲

طراحی آغازین آنچه که بعداً وودو شد، پس از جنگ جهانی دوم در پاسخ به مسابقه‌ای که در سال ۱۹۴۶ از سوی نیروی هوایی ارتش ایالات متحدهٔ آمریکا برای طراحی یک جنگنده نفوذی برگزار شد آغاز گردید. این جنگنده می‌بایست یک جنگندهٔ برد بلند با توانایی نبرد هوایی برای اسکورت نسل جدیدی از بمب افکن‌ها می‌بود، مانند نورث امریکن پی-۵۱ ماستنگ که بی-۱۷ها و بی-۲۴ها را در جنگ جهانی دوم اسکورت می‌کرد. چندین شرکت با طراحی‌هایی در این رقابت شرکت می‌کردند و نیروی هوایی بودجه‌ای برای آن‌ها برای ساخت نمونه‌های اولیه فراهم آورد.
شرکت مک‌دانل پس از بستن قرارداد در ۱۴ فوریه ۱۹۴۷ دو فروند پیش نمونه با نام ایکس اف-۸۸ وودو ساخت. نخستین پیش نمونه دارای دو موتور توربوجت وستینگهاوس جی-۳۴ بود که در تاریخ ۲۰ اکتبر ۱۹۴۸ از پایگاه هوایی ادواردز به پرواز درآمد. آزمایش اولیه نشان داد که برد آن ناکافی و سرعت ناامیدکنندهٔ آن ۱۰۳۲ کیلومتر در ساعت در سطح دریا بود. مک دانل برای دومین پیش نمونه رانش را از ۳۰۰۰ پوند به ۳۶۰۰ پوند افزایش داد که در نتیجه بیشینهٔ سرعت و سرعت اوج‌گیری افزایش یافته و مسافت برخاست کاهش یافت. مصرف سوخت در دومین پیش نمونه بسیار افزایش پیدا کرد که نتیجهٔ آن کاهش برد هواپیما بود.
گرچه ایکس اف-۸۸ در رقابت با لاکهید ایکس اف-۹۰ و نورٍث امریکن وای اف-۹۳ برنده شد، ولی انفجار نخستین بمب اتمی شوروی سبب شد تا نیروی هوایی ایالات متحده ارزشیابی دوبارهٔ نیازهای جنگنده‌های خود بپردازد و در این ارزشیابی به جنگنده‌های رهگیر نسبت به اسکورت‌های بمب افکن اهمیت بیشتری داده شد و در نتیجه برنامه یک جنگندهٔ نفوذی در سال ۱۹۵۰ لغو گردید، ولی تحلیل ماموریت‌های جنگ کره نشان داد که بمب افکن‌های استراتژیک معاصر نیروی هوایی ایالات متحده در برابر جنگنده‌های رهگیر آسیب‌پذیر بودند. در سال ۱۹۵۱ نیروی هوایی ایالات متحده اعلام نیاز تازه‌ای را مطرح کرد و آن نیاز به یک اسکورت بمب افکن بود. طرح مک دانل ورژن بزرگتر ایکس اف-۸۸ بود که دارای موتور قوی تری نسبت به ورژن پیشین خود بود. مک دانل رقابت را در مه ۱۹۵۱ برنده شد. در نوامبر ۱۹۵۱ اف-۸۸ به اف-۱۰۱ وودو تغییر نام داد.

### طراحی جدید

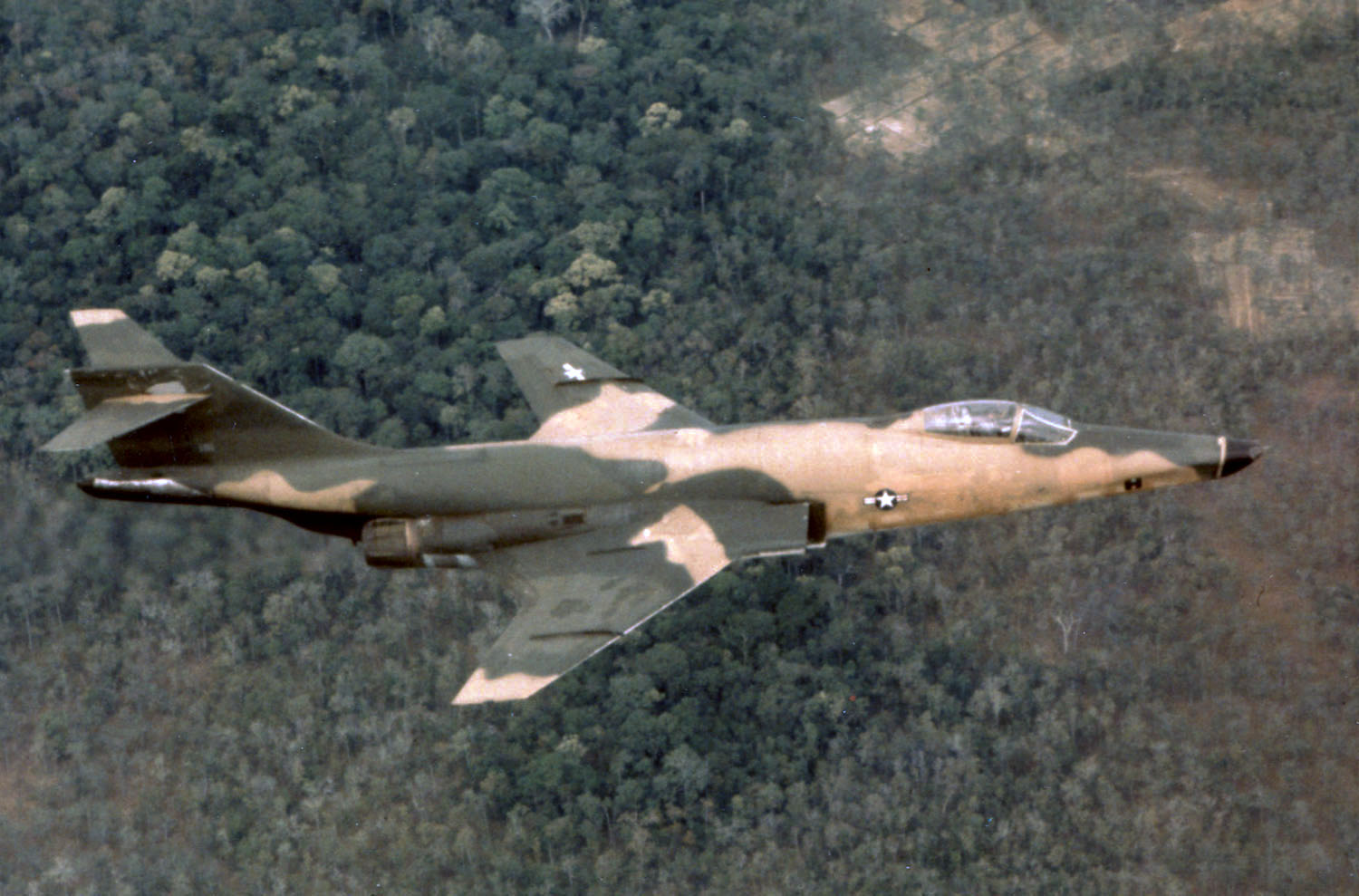
یک فروند آراف-۱۰۱سی آمریکا بر فراز ویتنام در سال ۱۹۶۷

طراحی جدید به گونهٔ قابل ملاحظه‌ای بزرگتر بود و توانایی حمل سه برابر سوخت بیشتر بود و دارای موتور بزرگتر و نیرومندتر توربوجت پرات اند ویتنی جی۵۷ بود. ابعاد بزرگتر موتور جی۵۷ نیاز به دگرگونی در جایگاه موتور و ورودی هوا داشت تا هوای بیشتری را به سوی موتور بفرستد. ورودی هوای جدید به گونه‌ای طراحی شد تا در شمارهٔ ماخ بالاتر کارایی بیشتری داشته باشد. برای کاهش وزن ساختاری و افزایش کارایی آئرودینامیک دم افقی به بالایی دم عمودی منتقل شد و اف-۱۰۱ دارای دم تی گردید. در سال ۱۹۵۲ مأموریت اف-۱۰۱ از جنگندهٔ نفوذی به جنگندهٔ استراتژیک تغییر پیدا کرد و به مأموریت اسکورت بمب افکن و مأموریت پرتاب جنگ‌افزار هسته‌ای هر دو به یک اندازه در این جنگنده اهمیت داده شد. پیکرنمای وودو در مارس ۱۹۵۳ به وسیلهٔ نیروی هوایی مورد بازدید قرا گرفت. طراحی مورد پذیرش قرا گرفت و در تاریخ ۲۸ مه ۱۹۵۳ نخستین سفارش بالغ به ۲۹ فروند اف-۱۰۱ از سوی نیروی هوایی به مک دانل داده شد. دیگر نیازی به ساخت پیش نمونه نبود، زیرا اف-۱۰۱ شکل توسعه یافتهٔ ایکس اف-۸۸ بود.

### تولید اولیه
نخستین پرواز اف-۱۰۱ در تاریخ ۲۱ سپتامبر ۱۹۵۴ از پایگاه هوایی ادواردز انجام شد. در این پرواز سرعت اف-۱۰۱ به ۰/۹ ماخ در ارتفاع ۱۰۶۷۰ متری رسید. این هواپیما که متعلق به بخش خصوصی بود به مرکز نگهداری اورگرین در مارانای آریزونا انتقال داده شد و هم‌اکنون در موزه هوافضای اورگرین در مک مینویل ارگان قرار دارد. قبلاً این هواپیما در موزه هواگرد پوئبلو وایسبراد به نمایش گذاشته شده بود.
پایان جنگ در کره و ساخت بمب افکن جت بوئینگ بی-۵۲ استراتوفورترس نیاز برای اسکورت جنگنده را منتفی نمود و فرماندهی هوایی راهبردی از برنامه کنار کشید. با وجود کنار کشیدن فرماندهی هوایی راهبردی انی هواپیما توجه فرماندهی هوایی تاکتیکی را به خود جلب نمود و اف-۱۰۱ دوباره به عنوان یک شکاری-بمب افکن با توانایی حمل یک فروند بمب هسته‌ای برای به‌کارگیری علیه هدف‌های تاکتیکی مانند فرودگاه‌ها دوباره پیکربندی گردید.